# Fautfracht
Die Fautfracht (auch Fehlfracht oder Ausfallfracht) ist im Frachtrecht/Transportrecht eine Entschädigung bzw. ein Reugeld des Auftraggebers (im innerdeutschen Frachtrecht: Absender; im Seehandelsrecht: Befrachter) an den Frachtführer (im Seehandelsrecht: Verfrachter).
Bei der Fautfracht handelt es sich somit um die Geltendmachung eines gesetzlich geregelten pauschalisierten Schadenersatzanspruches (ohne weitere Nachweispflicht durch den Geschädigten).

## Regelungen im deutschen Seehandelsrecht
Gemäß § 489 Handelsgesetzbuch (HGB) hat der Verfrachter gegen den Befrachter bei dessen Rücktritt vom Frachtvertrag entweder Anspruch
- auf die vereinbarte Fracht sowie zu ersetzende Aufwendungen unter Anrechnung ersparter Aufwendungen bzw. eines anderweitigen tatsächlich erfolgten oder böswillig unterlassenen Erwerbs (§ 489 Abs. 2 Satz 1 Nr. 1 HGB),
- oder auf ein Drittel der vereinbarten Fracht, die sog. Fautfracht (§ 489 Abs. 2 Satz 1 NR.2 HGB).

Der Rücktritt des Befrachters darf dabei aber nicht auf Gründen beruhen, die der Verfrachter zu vertreten hatte (§ 489 Abs. 2 Satz 2 HGB).

## Regelungen im innerdeutschen Transportrecht bei Gütertransport auf Straßenfahrzeugen, Schienenfahrzeugen, Flugzeugen oder Binnenschiffen
Der Frachtführer kann gemäß §§ 415, 417 Abs. 2 HGB bei vorzeitiger Kündigung des Frachtvertrages durch den Absender von diesem wahlweise
- die vereinbarte Fracht (inkl. eines vereinbarten oder durch die Verzögerung veranlassten Standgeldes plus Aufwendungen; abzgl. ersparter Kosten), oder
- ein Drittel der vereinbarten Fracht, die sog. Fautfracht, (= vereinbarte Fracht ohne Umsatzsteuer für den nicht durchgeführten Teil der Beförderung) verlangen.

Der Rücktritt des Absenders darf dabei aber nicht auf Gründen beruhen, die der Frachtführer zu vertreten hatte.